# Jean-Luc
Jean-Luc ist ein männlicher Vorname.

## Herkunft und Bedeutung
Jean-Luc ist Französisch für Johannes-Lukas.

## Namensträger
- Jean-Luc Addor (* 1964), Schweizer Politiker
- Jean-Luc Azoulay (* 1947), französischer Drehbuchautor, Regisseur, Komponist und Fernsehproduzent
- Jean-Luc Bambara (* 1963), Bildhauer aus Burkina Faso
- Jean-Luc Bannalec, Pseudonym des deutschen Autors Jörg Bong (* 1966)
- Jean-Luc Barbier (* 1951), Schweizer Jazzmusiker
- Jean-Luc Bennahmias (* 1954), französischer Politiker
- Jean-Luc Benoziglio (1941–2013), französischsprachiger Schweizer Schriftsteller und Verlagslektor
- Jean-Luc Bideau (* 1940), Schweizer Schauspieler
- Jean-Luc Bilodeau (* 1990), kanadischer Schauspieler
- Jean-Luc Brassard (* 1972), kanadischer Freestyle-Skier
- Jean-Luc Crétier (* 1966), französischer Skirennläufer
- Jean-Luc Darbellay (* 1946), Schweizer Musiker und Arzt
- Jean-Luc Dehaene (1940–2014), belgischer Politiker
- Jean-Luc Ettori (* 1955), französischer Fußballspieler
- Jean-Luc Fillon, französischer Multiinstrumentalist, Dirigent und Komponist
- Jean-Luc Garnier (* 1957), französischer Koch
- Jean-Luc Godard (1930–2022), französischer Filmregisseur
- Jean-Luc Mélenchon (* 1951), französischer Politiker
- Jean-Luc Nancy (1940–2021), französischer Philosoph
- Jean-Luc du Plessis (* 1994), südafrikanischer Rugbyspieler
- Jean-Luc Ponty (* 1942), französischer Musiker
- Jean-Luc Reitzer (* 1959), französischer Politiker
- Jean-Luc Schaffhauser (* 1955), französischer Politiker
- Jean-Luc Schneider (* 1959), französischer Geistlicher der Neuapostolischen Kirche und seit Pfingsten 2013 Stammapostel der Neuapostolischen Kirche
- Jean-Luc Thérier (1945–2019), französischer Rennfahrer
- Jean-Luc Vez (1957–2017), Schweizer Verwaltungsjurist
- Jean-Luc Warsmann (* 1965), französischer Politiker

### Fiktive Personen
- Jean-Luc Picard, Kapitän der Enterprise D